# 玉兰叶木姜子
玉兰叶木姜子（学名：Litsea magnoliifolia），为樟科木姜子属下的一个植物种。